# Anastasius von Segraedt
Anastasius von Segraedt (* um 1541 in Aachen; † Anfang 17. Jahrhundert) war ein deutscher Schöffe und Bürgermeister der Reichsstadt Aachen.

## Leben
Der Urenkel von Gottschalk von Segraedt, dem letzten Bürgermeister aus der Familie, folgte seinem Vater, ebenfalls Gottschalk genannt, in das Schöffenkollegium und wurde als solcher erstmals 1564 erwähnt und später zum Schöffenmeister ernannt. Nachdem er bereits in den Jahren 1580 und 1581 dem Rat der Stadt Aachen angehört hatte, wurde von Segraedt in den Jahren 1587, 1589, 1591, 1593, 1594, 1595 und 1597 zum Schöffen-Bürgermeister der Freien Reichsstadt gewählt.
Die Amtszeiten Segraedts fielen in die Zeit des Höhepunktes der Aachener Religionsunruhen. Obwohl selbst von Hause aus katholisch, zeigte er sich den Bemühungen der evangelischen Bürger gegenüber offen, mehr religiöse Freiheiten und Mitspracherechte zu erhalten sowie Ratsmitglieder und Bürgermeister ihrer Konfession in den Stadtrat wählen zu können. So hatte Segraedt mit Peter von Zevel und Dietrich Vercken stets auch gewählte Bürger-Bürgermeister aus dem evangelischen Lager an seiner Seite, ebenso wie sein in gleicher Weise freiheitlich eingestellter katholischer Schöffenbürgermeisterkollege Bonifacius Colyn, der mit dem evangelischen Simon Engelbrecht kooperierte. Mit diesem Bürgermeisterpaar konnte sich Anastasius von Segraedt in seinen Amtszeiten auch von Jahr zu Jahr abwechseln, so dass über einen längeren Zeitraum hinweg eine gewisse Konstanz in der Regierung der Stadt Aachen herrschte, wodurch die Interessen der evangelischen Bürger vorübergehend gestärkt und die 1593 von Kaiser Rudolf II. verhängte Reichsacht für die Reformierten vorerst verhindert werden konnte. Im Jahr 1597 trugen die Religionsunruhen seltsame Blüten, als mit Segraedt, Vercken und Matthäus Peltzer gar drei Bürgermeister von der evangelischen Mehrheit des Stadtrates und mit Egidius Valenzyn und Wilhelm von Wylre zugleich zwei katholische Amtsträger gewählt wurden. Ein Jahr später wurde schließlich durch kaiserliche Truppen die Reichsacht vollstreckt, was zur Amtsenthebung und Vertreibung des Anastasius von Segraedt und der evangelischen Amtsträger sowie von Sympathisanten und zahlreichen Bürgern führte.
Obwohl von Segraedt an vorderster Stelle der Liste der Geächteten stand, die in der Kirche St. Foillan ausgehängt wurde, fehlt er in der Liste der Personen, die 1602 auf Grund ihres Einsatzes für die evangelischen Bürger eine Geldbuße zu zahlen hatten. Ebenso sollte er 1606 als Zeuge in einem Rechtsstreit aussagen, in den Prozessakten existiert aber kein Protokoll des Verhörs. Dies lässt vermuten, dass er zu diesem Zeitpunkt bereits entweder aus Aachen unbekannt verzogen oder zwischenzeitlich verstorben war.